# Château-Renard
Château-Renard è un comune francese di 2 376 abitanti situato nel dipartimento del Loiret nella regione del Centro-Valle della Loira.

## Società

### Evoluzione demografica
Abitanti censiti